# رايبامونتان المونتي
بلدية رايبامونتان المونتي (بالإسبانية: Ribamontán al Monte)‏، هي إحدى بلديات منطقة كانتابريا, المصنفة على أنها مقاطعة أيضاً، في شمال إسبانيا.
يبلغ عدد سكانها 2.008 نسمة وفقاً لإحصائية سنة (2002).